# Maxim Gullit
Maxim Gullit (Zaanstad, 20 mei 2001) is een Nederlands voetballer die als verdediger speelt die momenteel transfervrij is. Hij is de zoon van Ruud Gullit en Estelle Cruijff.

## Clubcarrière

### Jeugd en AZ
Maxim Gullit speelde in de jeugdopleiding van AFC en AZ. Op 22 april 2019 maakte hij in de met 0-0 gelijkgespeelde uitwedstrijd tegen FC Twente, waarin Twente kampioen van de Eerste divisie werd, voor het eerst deel uit van de selectie van Jong AZ. Hij kwam in de 71e minuut in het veld voor Joris Kramer en maakte zodoende zijn debuut. Op 10 mei van datzelfde jaar tekende hij zijn eerste profcontract.
Op 29 oktober 2020 maakte Gullit zijn debuut voor de hoofdmacht van AZ in de UEFA Europa League-wedstrijd tegen HNK Rijeka (4–1 winst).

### SC Cambuur
Op 27 augustus 2021 tekende Gullit een tweejarig contract bij SC Cambuur, met de optie voor nog een derde seizoen. In maart 2022 kreeg Gullit een zware knieblessure die hem tot de zomer van 2023 aan de kant hield. Hierdoor speelde hij geen wedstrijden meer voor SC Cambuur en liep zijn contract af op 1 juli 2023, waarna hij transfervrij was.

## Interlandcarrière

### Jeugdinternational
Op 6 september 2019 maakte Gullit zijn debuut voor Nederland onder 19 in een vriendschappelijke wedstrijd tegen Italië onder 19. De wedstrijd eindigde in een 2-2 gelijkspel.

## Statistieken
| Seizoen                         | Club           | Land           | Competitie     | Competitie | Competitie | Beker | Beker | Internationaal | Internationaal | Totaal | Totaal |
| Seizoen                         | Club           | Land           | Competitie     | Wed.       | Dlp.       | Wed.  | Dlp.  | Wed.           | Dlp.           | Wed.   | Dlp.   |
| ------------------------------- | -------------- | -------------- | -------------- | ---------- | ---------- | ----- | ----- | -------------- | -------------- | ------ | ------ |
| 2018/19                         | Jong AZ        | Nederland      | Eerste divisie | 1          | 0          | –     | –     | –              | –              | 1      | 0      |
| 2019/20                         | Jong AZ        | Nederland      | Eerste divisie | 20         | 0          | –     | –     | –              | –              | 20     | 0      |
| 2020/21                         | Jong AZ        | Nederland      | Eerste divisie | 9          | 0          | –     | –     | –              | –              | 9      | 0      |
| 2020/21                         | AZ             | Nederland      | Eredivisie     | 0          | 0          | –     | –     | 1              | 0              | 1      | 0      |
| 2021/22                         | SC Cambuur     | Nederland      | Eredivisie     | 7          | 0          | 2     | 0     | –              | –              | 9      | 0      |
| Carrièretotaal                  | Carrièretotaal | Carrièretotaal | Carrièretotaal | 37         | 0          | 0     | 0     | 1              | 0              | 40     | 0      |
| Bijgewerkt op 26 september 2023 |                |                |                |            |            |       |       |                |                |        |        |